# Бојан (Сибињ)
Бојан (рум. Boian) насеље је у Румунији у округу Сибињ у општини Базна. Oпштина се налази на надморској висини од 305 m.

## Историја
Према државном шематизму православног клира Угарске 1846. године у месту "Алсо Бајом" (Доњи Бајом) живело је 171 породица са православним парохом администратором поп Петром Кецановићем.

## Становништво
Према подацима из 2002. године у насељу је живело 1557 становника.

### Попис2002.
| Расподела становништва по националности 2002.‍ | Расподела становништва по националности 2002.‍ | Расподела становништва по националности 2002.‍ | Расподела становништва по националности 2002.‍ | Расподела становништва по националности 2002.‍ |
| --------------------------------------------- | --------------------------------------------- | --------------------------------------------- | --------------------------------------------- | --------------------------------------------- |
|                                               |                                               |                                               |                                               |                                               |
| Румуни                                        | Румуни                                        |                                               | 1.156                                         | 74,2%                                         |
| Мађари                                        | Мађари                                        |                                               | 12                                            | 0,8%                                          |
| Роми                                          | Роми                                          |                                               | 383                                           | 24,6%                                         |
| Немци                                         | Немци                                         |                                               | 6                                             | 0,4%                                          |